# Políboto
Políboto (em latim: Polybotus; em grego:  Πολύβοτος) foi uma cidade da Frígia Salutar, citada no Sinecdemo de Hiérocles. Fica no mesmo local da atual Bolvadim, em Bursa, onde existem algumas poucas ruínas. Também é uma sé titular da Igreja Católica. Le Quien (Oriens christianus, I, 841) menciona dois bispos: Estratégio, presente no Concílio de Calcedônia (451); e São João, cuja festa é celebrada em 5 de dezembro e que viveu sob Leão I, o Trácio (r. 457–474). No Concílio de Nice (787), a sé foi representada pelo padre Gregório. A mais antiga Notícia dos Bispados grega do século VII coloca a sé entre as sufragâneas de Sínada, e ainda está ligada a esta metrópole como sé titular pela Cúria Romana. Mas desde o século IX até o seu desaparecimento como sede residencial, foi sufragânea de Amório.